# 藤井由宮子
藤井 由宮子（ふじい ゆみこ、1972年4月24日 - ）は、岐阜県出身の女子ソフトボール選手（投手）。2000年シドニーオリンピック銀メダリスト。